# Azpirotz
Azpirotz és una localitat navarra, part del concejo d'Azpirotz-Lezaeta, al municipi de Larraun, a la comarca de Leitzaldea de la Merindad de Pamplona. Es troba a 36,5 km de Pamplona.
El 2014 tenia 53 habitants.